# Гробля (гміна Дрвіня)
Гробля (пол. Grobla) — село в Польщі, у гміні Дрвіня Бохенського повіту Малопольського воєводства.
Населення — 981 особа (2011).
У 1975-1998 роках село належало до Краківського воєводства.

## Місцевості
Село складається з таких частин.:
- Луґ (Ług),
- Банька (Bańka),
- Ґурка (Górka),
- Клосін (Kłosin),
- Копаліна (Kopalina),
- Курув (Kurów),
- Острувек (Ostrówek),
- Посмикув (Posmyków),
- Скала (Skała),
- Шкляне Място (Szklane Miasto),
- Врублювка (Wróblówka),
- За Кобєльов (Za Kobielą),
- Запшервє (Zaprzerwie),
- Запуста (Zapusta).

## Пам'ятки
До реєстру пам'яток Малопольського воєводства віднесено неоготичний Парафіяльний костел Найсвятішої Богоматері (1906–1909). Костел був освячений за єпископа Леона Валенґна у 1912 році.

## Демографія
Демографічна структура станом на 31 березня 2011 року:
|          | Загалом | Допрацездатний вік | Працездатний вік | Постпрацездатний вік |
| -------- | ------- | ------------------ | ---------------- | -------------------- |
| Чоловіки | 477     | 92                 | 332              | 53                   |
| Жінки    | 504     | 95                 | 303              | 106                  |
| Разом    | 981     | 187                | 635              | 159                  |